# Du warst unser Kamerad

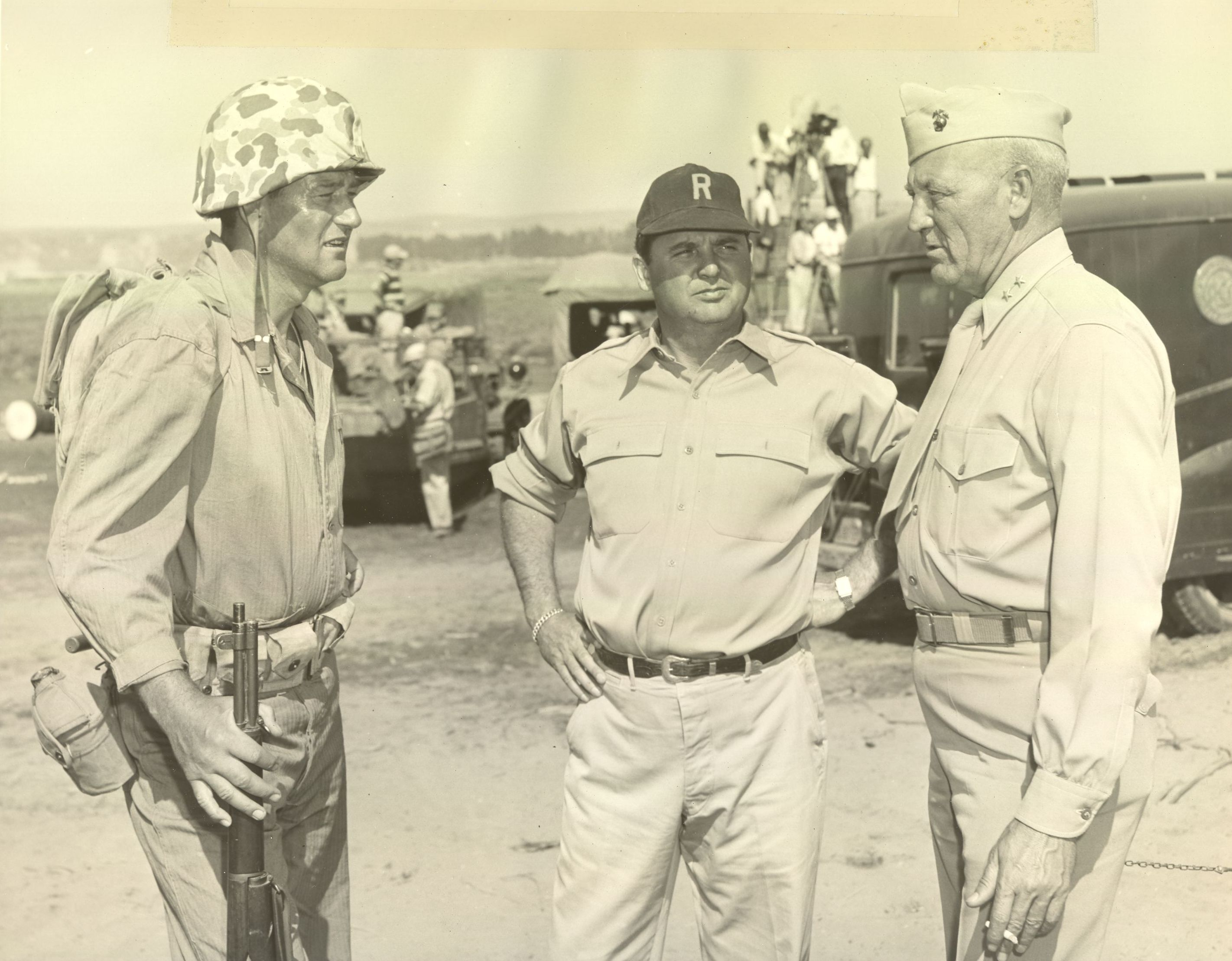
General Graves B. Erskine (rechts) und John Wayne (links) am Set von Du warst unser Kamerad

Du warst unser Kamerad (Originaltitel: Sands of Iwo Jima) ist ein US-amerikanischer Kriegsfilm des Regisseurs Allan Dwan aus dem Jahre 1949, dessen historischer Hintergrund die Schlacht um die Insel Iwojima im Pazifikkrieg gegen Japan ist.

## Handlung
John Stryker ist Sergeant der US Marines und wegen seines harten Umgangs mit seinen Untergebenen gefürchtet. Rekruten haben unter seinem harten Training zu leiden.
Zwei Soldaten haben es besonders schwer: Peter Conway, der snobistische, gebildete Sohn eines Offiziers, unter dem Stryker früher gedient hat und den er verehrte, und Al Thomas, der ihm die Schuld an seiner Degradierung gibt.
Während einer Übung zündet ein Rekrut eine scharfe Handgranate und wirft sie versehentlich in die falsche Richtung. Alle Anwesenden lassen sich fallen, außer Conway, der gerade einen Brief seiner Frau liest.
Stryker wirft ihn zu Boden und rettet ihm dadurch das Leben, um ihn danach sofort wieder anzuschnauzen.
Als die Gruppe bei der Landung auf der Insel Tarawa eingesetzt wird, zeigen alle bis auf Conway Verständnis für die raue Vorgehensweise von Stryker. Der hält ihn für brutal und gefühllos, als er scheinbar einen verwundeten Kameraden zurücklässt.
Während des Angriffs versäumt es der Soldat Thomas, rechtzeitig Munition für zwei Kameraden zu holen, weil er Kaffee getrunken hat. Dadurch kehrt er zu spät zurück, wodurch einer der beiden Marines getötet und der andere durch Bajonettstiche eines japanischen Soldaten schwer verwundet wird.
Als Stryker dies herausfindet, kommt es zu einer Schlägerei zwischen Thomas und Stryker. Daraufhin wird Stryker von einem Vorgesetzten angeklagt, einen Untergebenen geschlagen zu haben. Thomas erklärt jedoch, dass Stryker ihm Jiu Jitsu beibringen wollte und bewahrt ihn dadurch vor Bestrafung. Thomas wird mit seiner Schuld am Tod seines Kameraden nicht fertig, bricht nervlich zusammen und entschuldigt sich für sein Verhalten. 
Während des folgenden Erholungsurlaubs in Honolulu zeigt Stryker seine „weiche“ Seite. Er folgt einer Bardame in ihr Appartement und bemerkt dort im Nebenzimmer ein Geräusch. Als er nachsieht, findet er dort die Bardame, die ihr Baby versorgt. Er gibt der Frau, einer Witwe eines gefallenen Marines, sein gesamtes Geld und verlässt das Appartement.
Bei der nächsten Schlacht, der Landung auf der Insel Iwo Jima, errichtet Strykers Gruppe auf dem Mount Suribachi (vgl. Raising the Flag on Iwo Jima) – die US-Flagge. Kurz darauf wird Stryker in einer Kampfpause von einem japanischen Scharfschützen getötet. 
Bei Stryker wird ein Brief an seinen Sohn gefunden, in dem er alles das schreibt, was er ihm immer schon sagen wollte, wozu es jedoch nie kam.

## Hintergründe
- Gedreht wurde im Camp Pendleton (Kalifornien) und am Strand von Santa Catalina Island.
- In einer Szene instruiert Sgt. Stryker (John Wayne) den Rekruten Prv. Choynski (Hal Baylor), wie man richtig marschiert und das Gewehr hält. Im wirklichen Leben war Baylor ein Ex-Marine, der an den Kämpfen auf Saipan und Tinian beteiligt war. Dagegen war Wayne selber nie beim Militär.

## Kritik
- Lexikon des internationalen Films: „Heroisierendes Kriegsdrama mit zweifelhafter Tendenz und vielgerühmten, perfekt inszenierten Schlachtenszenen.“[1]

## Auszeichnungen
Der Film war 1950 in den Kategorien Beste Originalgeschichte, Bester Hauptdarsteller, Bester Schnitt und Bester Ton für den Oscar nominiert. John Wayne erhielt den Photoplay Award als Populärster männlicher Star.